# Białkowice
Białkowice (prononciation [bjau̯kɔˈvit͡sɛ]) est un village de la gmina de Moszczenica, du powiat de Piotrków, dans la voïvodie de Łódź, situé dans le centre de la Pologne.
Il se situe à environ 28 kilomètres au nord de Moszczenica (siège de la gmina), 40 kilomètres au nord de Piotrków Trybunalski (siège du powiat) et 20 kilomètres à l'est de Łódź (capitale de la voïvodie).

## Administration
De 1975 à 1998, le village était attaché administrativement à l'ancienne voïvodie de Piotrków.

Depuis 1999, il fait partie de la nouvelle voïvodie de Łódź.